# Meiji (empereur)
Pour les articles homonymes, voir Meiji.
L'empereur Meiji (明治天皇, Meiji Tennō), ou prince Sachi no Miya, connu de son vivant en Occident par son nom personnel Mutsuhito (睦仁), né à Kyoto le 3 novembre 1852, fut le 122e empereur du Japon du 3 février 1867 à sa mort le 30 juillet 1912.
Selon la tradition impériale japonaise, il choisit un nom posthume lors de son accession au trône, Meiji, qui désigne également l'ère de son règne, appelée ère Meiji (明治時代, Meiji jidai). Depuis s'est instaurée pour ses successeurs la coutume de faire coïncider les ères avec le règne des empereurs et de donner leur nom posthume à la période de leur règne. Initiateur de la révolution de Meiji qui mit un terme à la période du Shogunat Tokugawa et au Bakufu, il est le fondateur et le premier empereur du régime dit de l'empire du Japon.

## Biographie

### Jeunes années

#### Naissance et éducation
|  |

Fils de l'empereur Kōmei et de dame Nakayama Yoshiko (fille du seigneur Nakayama Tadayasu), le futur empereur a passé la plus grande partie de son enfance dans la famille des Nakayama à Kyoto, selon la coutume de confier l'éducation des enfants impériaux aux familles prééminentes de la cour. Le 11 juillet 1860, il est adopté par la principale épouse de l'empereur Kōmei, Asako Nyōgō, et reçoit le nom de Mutsuhito.

#### Mariage et enfants
Le 11 janvier 1867, Mutsuhito, âgé de quatorze ans, se marie avec la dame Haruko (1849 – 1914), fille du seigneur Ichijō Tadaka. Elle est la première épouse impériale à recevoir de son vivant le titre de Kōgō (皇后, littéralement « épouse de l'empereur ») depuis plusieurs siècles, appellation historique définie par le Code de Taihō (701) pour désigner l'impératrice avant de n'être plus utilisée que pour désigner l'aînée des épouses officielles de l'empereur, s'il en a plusieurs; ce titre disparaît à la fin du XVe siècle. Elle est aussi la première à jouer un rôle public. Elle n'a cependant pas d'enfants, mais l'empereur en a quinze avec des dames officielles, dont seuls cinq atteignent l'âge adulte : le prince héritier Yoshihito (1879 – 1926), futur empereur Taishō, et quatre princesses. Il devint à l'âge de quinze ans le 122e empereur selon la tradition shintoïste, et régna du 3 février 1867 à sa mort le 30 juillet 1912.

### Empereur du Japon

#### Début du règne

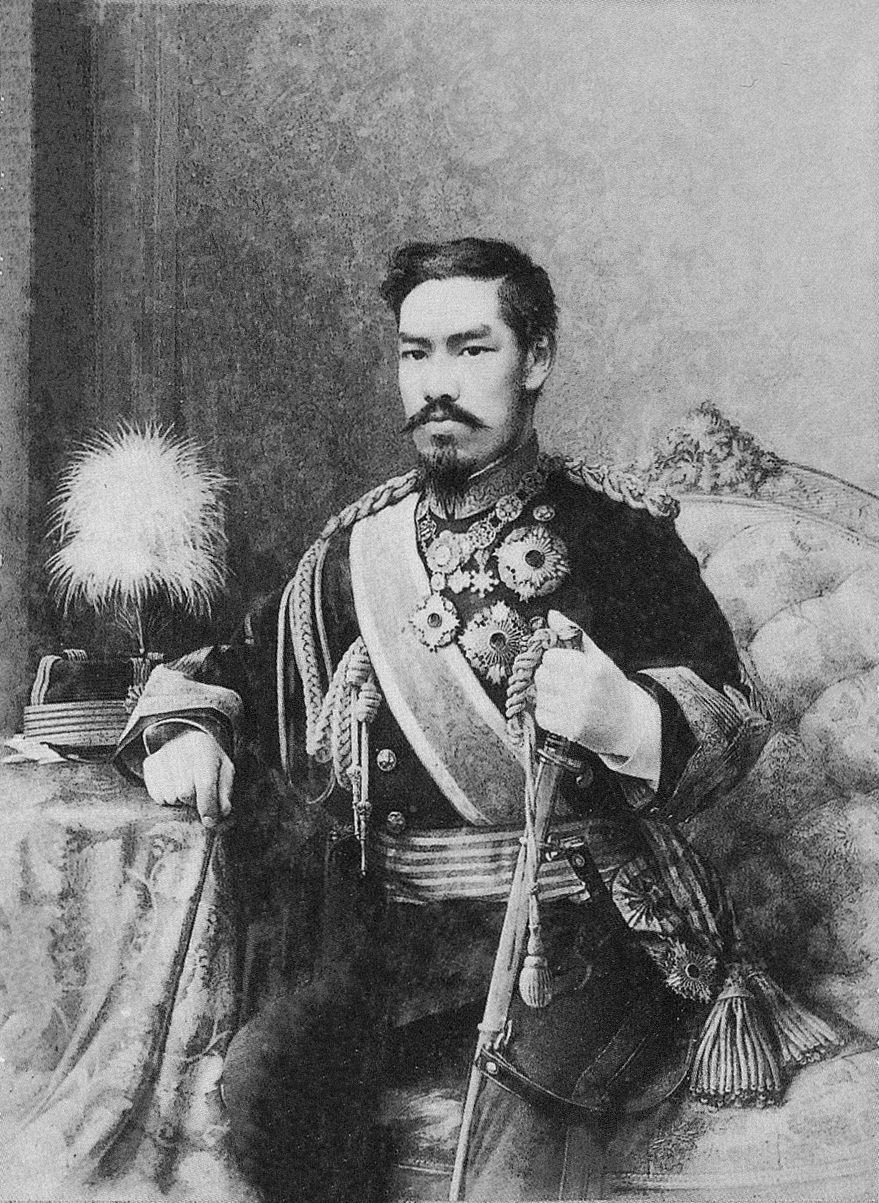
Portrait de l'empereur Meiji par Edoardo Chiossone en 1888.

Sous son règne débute la période Meiji (ère du « gouvernement éclairé » ou « politique éclairée »), équivalente à la période des Lumières en Europe au XVIIIe siècle. C'est une période de réformes radicales permettant au Japon de sortir de l'isolationnisme instauré par la famille Tokugawa qui était à la tête du shogunat depuis le début du XVIIe siècle, de se tourner vers l'Occident, de s'industrialiser et de transformer son système socio-économique.

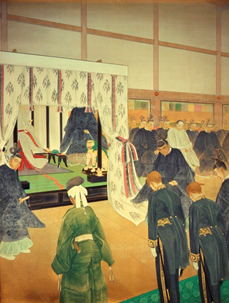
Réception de Dirk de Graeff van Polsbroek et Léon Roches par l'empereur Meiji

Quand le consul général Dirk de Graeff van Polsbroek avec le ministre Léon Roches, le premier représentant européen, le 23 mars 1868 à une audience d'un an, [il manque des mots] est devenu l'empereur Meiji,, et a posé la première pierre pour une mission diplomatique néerlandaise moderne au Japon,. L'empereur demande souvent à De Graeff van Polsbroek d'agir comme médiateurs entre le gouvernement japonais et les forces étrangères qui, par le biais de traités, souhaitent obtenir l'accès au pays jusqu'ici très fermé,. En partie grâce à l'introduction des technologies occidentales, y compris celles des Pays-Bas, le Japon  connaît plus tard au cours du xixe siècle un rapide développement comme superpuissance en Asie.

#### Une ère de modernité
C'est à partir du début de son règne que le Japon bascule peu à peu dans la modernité (ouverture du pays aux Occidentaux, « copie » de leurs techniques scientifiques et industrielles, etc.) et annonce que « les usages des temps anciens sont abolis pour toujours » (suppression du système féodal). Mutsuhito supprime le shogunat, crée un parlement élu et une constitution. Il abolit les castes, distribue la terre aux paysans, rend l'éducation obligatoire et envoie des étudiants dans les universités occidentales. Les samouraïs sont intégrés dans l'armée nationale, encadrée par les Prussiens (notamment Jacob Meckel). L'économie calquée sur le modèle anglais s'appuie sur l'industrie et le commerce intérieur sous l'impulsion du capitalisme.

#### Développement militaire
Le développement de la flotte militaire impériale est un des outils majeurs de l'expansion industrielle et militaire du Japon sous l'ère Meiji. Cette expansion, dont la conception et l'exécution furent guidées par deux grands ingénieurs navals français détachés au Japon par le gouvernement français, Léonce Verny, puis Louis-Émile Bertin, permit à la flotte japonaise de remporter d'éclatantes victoires contre les Chinois (1894) et contre les Russes (1905) qui modifièrent les rapports de force en Asie au bénéfice du Japon.
Sous le règne de l'empereur Meiji, le Japon sort de ses frontières, entreprend de bâtir un empire colonial (Taïwan, protectorat en Corée…) et prend sa place au rang des grandes puissances mondiales, à l'image des puissances occidentales.

#### Guerre russo-japonaise
En 1905, la guerre russo-japonaise voit la marine impériale japonaise attaquer la forteresse russe de Port-Arthur située au sud de la Mandchourie sur la mer de Chine, seul port libre de glaces toute l'année tenu par les Russes en Extrême-Orient grâce à l'appui de la Chine, et relié à la Russie par le Transmandchourien, branche sud du Transsibérien. L'état-major de l'empereur Nicolas II choisit de reconquérir le port par voie maritime en envoyant la flotte de la Baltique via le cap de Bonne-Espérance. La victoire éclatante du Japon à la bataille de Tsushima s'accompagne de la destruction complète de la flotte impériale russe en mai 1905 après une embuscade de la marine japonaise. Le Japon s'approprie ensuite la Corée, la région de Port-Arthur et une partie des îles Kouriles (au nord de Hokkaidō). Les Russes doivent évacuer la Mandchourie du Sud, qui est rendue à la Chine, mais reste sous forte influence japonaise.

#### Dernières années
Dans les temps modernes, ce conflit est la première défaite d'une puissance européenne face à une puissance asiatique : la victoire et le prestige de l'armée impériale japonaise de Meiji sont interprétés en Occident comme la montée d'un « péril jaune ».
En 1910, un complot anarchiste contre lui est déjoué.

#### Mort de l'empereur
Souffrant de diabète, de néphrite et de gastro-entérite, l'empereur Meiji meurt le 30 juillet 1912 à l'âge de 59 ans, marquant ainsi la fin d'un règne de plus de 45 ans. Bien que l'annonce officielle mentionne qu'il est décédé à 0 h 42 le 30 juillet, le décès est en réalité survenu le 29 juillet, vers 22 h 40. Le fils de l'empereur, Yoshihito, lui succède alors sur le trône et devient le 123e empereur japonais, à l'âge de 33 ans.
En 1912, le Japon était passé par une révolution politique, économique et sociale et était devenu l'une des grandes puissances du monde. The New York Times a résumé cette transformation lors des funérailles de Meiji, le 13 septembre suivant comme suit : « Le contraste entre ce qui a précédé la voiture funéraire et ce qui l'a suivi était vraiment frappant ».
Après la mort de l'empereur en 1912, la diète japonaise a adopté une résolution pour commémorer son rôle dans la restauration Meiji. Un jardin d'iris dans une zone de Tokyo que l'empereur Meiji et l'impératrice étaient connus pour visiter a été choisi comme emplacement du sanctuaire shinto Meiji Jingū. Le sanctuaire ne contient pas la tombe de l'empereur, qui se trouve à Fushimi-momoyama au sud de Kyoto.

## Hommages et postérité
Outre l'héritage d'ouverture et de modernité laissés par l'empereur, son règne a laissé en plein cœur de Tokyo un sanctuaire au milieu d'un immense parc (le parc Yoyogi). Le sanctuaire Meiji (Meiji-jingū) est encore aujourd'hui utilisé comme sanctuaire shintoïste. 
L'empereur Meiji est incarné à l'écran par Shichinosuke Nakamura dans le film Le Dernier Samouraï.

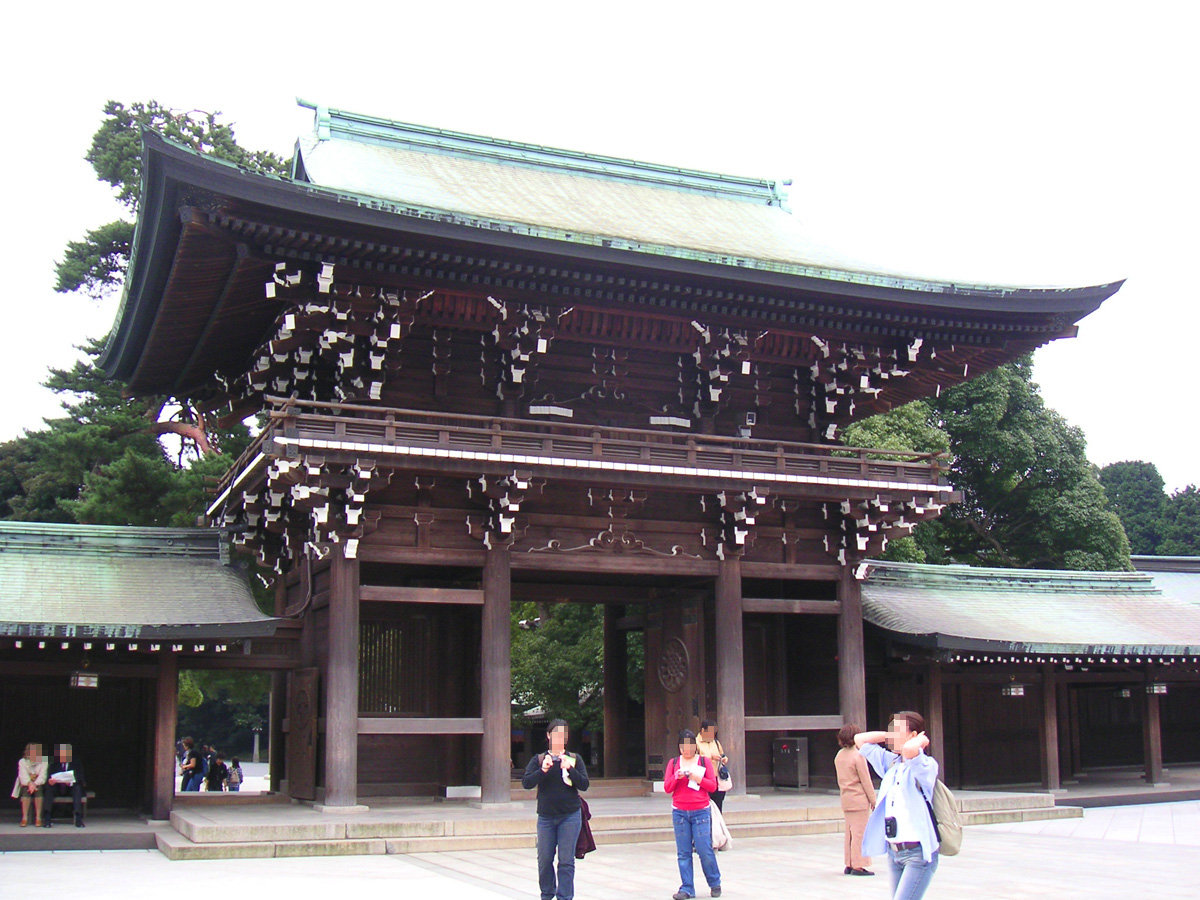
Cour du sanctuaire Meiji.

## Chronologie
- 1868 : début de l'ère Meiji ; restauration du pouvoir impérial
- 1869 : création de l'université de Tokyo
- 1870 : le shinto devient religion d'État
- 1871 : abolition des clans féodaux ; établissement des départements et centres urbains
- 1873 : baisse des rentes des samouraïs ; création d'une armée recrutée selon le système de la conscription
- 1876 : création de l'école des Beaux-arts à Tokyo
- 1876 : suppression de la classe des bushi et des rentes des samouraïs
- 1877 : rébellion de Satsuma (Saigō Takamori est vaincu par la nouvelle armée impériale)
- 1886-1890 : création par le Français Louis-Émile Bertin, de la première marine militaire offensive du Japon et des arsenaux de Kure et de Sasebo, réorganisateur de l'arsenal de Yokosuka
- 1889 : promulgation de la nouvelle constitution
- 1894-1895 : guerre sino-japonaise (victoire du Japon)
- 1902 : alliance anglo-japonaise
- 1904-1905 : guerre russo-japonaise (victoire du Japon)
- 1910 : annexion de la Corée
- 1912 : mort de l'empereur Meiji, son fils Yoshihito (Taishō tennō) lui succède : c'est le début de l'ère Taishō